# Argya
Argya – rodzaj ptaków z rodziny pekińczyków (Leiotrichidae).

## Zasięg występowania
Rodzaj obejmuje gatunki występujące w Azji i Afryce.

## Morfologia
Długość ciała 19–29 cm; masa ciała 30–92 g.

## Systematyka

### Etymologia
- Argya: łac. arguere „oskarżać” (tzn. być głośnym)[10].
- Malacocircus: gr. μαλακος malakos „miękki, delikatny”; κερκος kerkos „ogon”[11]. Gatunek typowy: Cossyphus striatus Dumont de Sainte Croix, 1823.
- Chatarrhaea (Chatarrhoea, Chatorhea, Chatarhea): epitet gatunkowy Timalia chataraea Franklin, 1831[a]; ben. nazwa Chatarhia dla tymalczyka szarogłowego[12]. Gatunek typowy: Chatarrhaea gularis Blyth, 1855.
- Layardia: Edgar Leopold Layard (1824–1900), angielski dyplomata, urzędnik państwowy, przyrodnik[13]. Gatunek typowy: T[himalia]. subrufa Jerdon, 1839.
- Malcolmia: maj.-gen. Sir John Malcolm (1769–1833), brytyjski administrator kolonialny, dyplomata, gubernator Bombaju w latach 1826–1830[14]. Gatunek typowy: Timalia malcolmi Sykes, 1832.
- Pengia: hind. nazwa Pengya dla tymalczyków[15]. Gatunek typowy: Cossyphus striatus Dumont de Sainte Croix, 1823.

### Podział systematyczny
Do rodzaju należą następujące gatunki:
- Argya malcolmi (Sykes, 1832) – tymalczyk szary
- Argya cinereifrons (Blyth, 1851) – tymalczyk szaroczelny
- Argya subrufa (Jerdon, 1839) – tymalczyk rudogrzbiety
- Argya longirostris (F. Moore, 1854) – tymalczyk cienkodzioby
- Argya rufescens (Blyth, 1847) – tymalczyk cejloński
- Argya striata (C. Dumont, 1823) – tymalczyk szarogłowy
- Argya affinis (Jerdon, 1845) – tymalczyk żółtodzioby
- Argya aylmeri Shelley, 1885 – tymalczyk falisty
- Argya rubiginosa (Rüppell, 1845) – tymalczyk rdzawy
- Argya altirostris (E. Hartert, 1909) – tymalczyk iracki
- Argya caudata (C. Dumont, 1823) – tymalczyk indyjski
- Argya fulva (Desfontaines, 1789) – tymalczyk saharyjski
- Argya squamiceps (Cretzschmar, 1827) – tymalczyk arabski
- Argya earlei (Blyth, 1844) – tymalczyk kreskowany
- Argya gularis (Blyth, 1855) – tymalczyk białogardły